# Église d'Eno
Pour les articles homonymes, voir Eno (homonymie).
L'église d'Eno (en finnois : Enon kirkko) est une église en bois conçue par l'architecte Anton Wilhelm Arppe et construite à Eno en Finlande.

## Histoire
En 1813, le sénat accorde le permis de construire et les travaux de construction débutent en 1816 suivant les plans de Anton Wilhelm Arppe. 
En 1818 l'église est terminée et elle est inaugurée le 4 octobre 1818 par Johan Molander, le prêtre de Porvoo.
En 1821, l'édifice est peint pour la première fois en rouge, en 1903 on la repeint en jaune.
Le clocher actuel est construit par Kauno Kallio.
La chaire est fabriquée en 1757 par le menuisier Tegman  pour la troisième église de Kuopio.
En 1815, on bâtit une église plus spacieuse à Kuopio et Juhana Karppi achète la chaire vendue aux enchères.
Les dix images de la chaire sont peintes par Mikael Toppelius en 1760. 
Le retable peint par Eino Johannes Härkönen (fi) représente "Jésus sur la croix" est dévoilé le 6 juillet 1930.
L'orgue actuel à 25 jeux est livré par la fabrique d'orgues Tuomi en 1974.